# William McDaniel
William McDaniel (* 1801 im Grayson County, Kentucky; † 14. Dezember 1866 in Lewiston, Idaho) war ein US-amerikanischer Politiker. In den Jahren 1846 und 1847 vertrat er den Bundesstaat Missouri im US-Repräsentantenhaus.

## Werdegang
Das genaue Geburtsdatum und der Geburtsort von William McDaniel sind nicht überliefert. Auch über seine schulische Bildung ist nichts bekannt. Man geht allerdings davon aus, dass er ein Jurastudium absolviert hat, weil er in den 1860er Jahren in Idaho als Rechtsanwalt praktizierte. Ende der 1820er Jahre kam McDaniel nach Missouri, wo er als Mitglied der Demokratischen Partei eine politische Laufbahn begann. In den Jahren 1838 und 1840 gehörte er dem Senat von Missouri an. Während des Zweiten Seminolenkrieges war er freiwilliger Kriegsteilnehmer in der Staatsmiliz von Missouri.
Im Jahr 1840 wurde McDaniel Präsident der Bank in der Stadt Palmyra. Nach dem Rücktritt des Abgeordneten Sterling Price wurde er bei der fälligen Nachwahl für den zweiten Sitz von Missouri als dessen Nachfolger in das US-Repräsentantenhaus in Washington, D.C. gewählt, wo er am 7. Dezember 1846 sein neues Mandat antrat. Bis zum 3. März 1847 beendete er dort die laufende Legislaturperiode.
Nach seinem Ausscheiden aus dem US-Repräsentantenhaus leitete McDaniel im Jahr 1847 das Katasteramt (Land Office) in Palmyra. Anschließend zog er in das Solano County in Kalifornien, wo er an der Gründung der Stadt Vacaville beteiligt war. Später zog er in das Humboldt County weiter, wo er im Jahr 1858 das Katasteramt in Humboldt Point einrichtete. Im Jahr 1863 zog er in das Idaho-Territorium, wo er als Anwalt arbeitete und gleichzeitig für das Katasteramt tätig war. William McDaniel starb am 14. Dezember 1866 in Lewiston.